# Метју Маконахи
Метју Маконахи (енгл. Matthew McConaughey; Јувалди, 4. новембар 1969) амерички је глумац.
Године 2014. освојио је Оскара за најбољег главног глумца за улогу Рона, каубоја оболелог од сиде сида у биографском филму Пословни клуб Далас (2013). За улогу у овом филму добио је и награду Златни глобус за најбољег главног глумца у драми. Прву запаженију улогу имао је 1993. у филму Слуђени и збуњени. Познатији филмови су му: хорор Texas Chainsaw Masacre: The Next Generation (1994), трилер Време за убијање (1996), Спилбергова историјска драма Амистад (1997), научно-фантастична драма Контакт (1997), комедија Ед ТВ (1999) и ратни филм Подморница У-571 (2000).
У првој деценији 21. века углавном је глумио у романтичним комедијама: Непланирано венчање (2001), Како изгубити момка за 10 дана (2003), Намештаљка (2006), Ловац на благо (2008) и Све моје бивше (2009). Од 2010. почео је глумити и у другим жанровима: Адвокат на точковима (2011), Берни (2011), Убица Џо (2011), Пискарало (2012), Лето на обалама Мисисипија (2012), Врели Мајк (2012), Вук са Вол Стрита (2013) и филм Пословни клуб Далас (2013). У ХБО-овој серијској криминалистичкој драми Прави детектив из 2014. глумио је детектива Растина Кола.
У априлу 2014. магазин Тајм га је уврстио на своју годишњу листу Тајм 100 као једног од „најутицајнијих људи на свету”.

## Детињство, породица и образовање
Рођен је у Јувалдију у Тексасу као најмлађи од тројице синова. Мајка, Мери Кетлин „Кеј” Макејб, била је писац и васпитачица. Отац, Џејмс Доналд Маконахи, власник је бензинске пумпе; играо је амерички фудбал у НФЛ за Грин Беј пакерсе. Маконахеј је шкотског, енглеског, ирског, шведског и немачког порекла. Рођак је бригадног генерала Дендриџа Макреја. Васпитан је у методистичком духу.
Након завршене основне школе, преселио се у Лонгвју у Тексасу, где је похађао локалну Средњу школу „Лонгвју” (енгл. Longview High School). Године 1988. се на годину дана преселио у Ворнервејл (Нови Јужни Велс, Аустралија) у склопу међународне размене студената. Године 1989. уписао је Остински колеџ за комуникације у склопу Тексаског универзитета (енгл. University of Texas at Austin College of Communication), а дипломирао је 1993. на Одсеку за радиотелевизију и филм.

## Приватни живот
Године 2006. упознао је бразилску манекенку и ТВ глумицу Камилу Алвеш са којом се венчао 2012. у Остину (Тексас). Имају троје деце: синове Ливија и Ливингстона и ћерку Виду.
Оснивач је фондације „Само настави да живиш” (енгл. Just keep living foundation) која „помаже тинејџерима да живе активно и да бирају прави пут да би постали продуктивни чланови друштва”.

## Филмографија
| Улоге Метјуа Маконахија |                                                         |               |                               |                        |
| Година                  | Српски назив                                            | Изворни назив | Улога                         | Напомена               |
| 1992.                   | Неразјашњене мистерије                                  |               | Лари Дикенс                   | ТВ серија (1 епизода)  |
| 1993.                   |                                                         |               | тинејџер у биоскопу           |                        |
| 1993.                   | Слуђени и збуњени                                       |               | Дејвид Вудерсон               |                        |
| 1994.                   |                                                         |               | Бен Вилијамс                  |                        |
| 1995.                   | Тексашки масакр моторном тестером 4: Следећа генерација |               | Вилмер Слотер                 |                        |
| 1995.                   |                                                         |               | заменик Сем Тејлор            | кратки филм            |
| 1994.                   |                                                         |               | Џо                            | кратки филм            |
| 1995.                   | Момци нису битни                                        |               | полицајац Ејб Линкон          |                        |
| 1996.                   |                                                         |               | момак који изнајмљује камионе |                        |
| 1996.                   | Време за убијање                                        |               | Џејк Тајлер Бриганс           |                        |
| 1996.                   | Усамљена звезда                                         |               | Бади Дидс                     |                        |
| 1996.                   | Већи од живота                                          |               | Тип Такер                     |                        |
| 1996.                   |                                                         |               | Ел Рохо                       |                        |
| 1997.                   | Амистад                                                 |               | Болдвин                       |                        |
| 1997.                   | Контакт                                                 |               | Палмер Џос                    |                        |
| 1998.                   |                                                         |               | Бад Хоџи                      | кратки филм            |
| 1998.                   |                                                         |               | Вилис Њутон                   |                        |
| 1999.                   |                                                         |               | Ред Тидбодо                   | глас                   |
| 1999.                   | Ед ТВ                                                   |               | Ед „Еди” Пекурни              |                        |
| 2000.                   | Подморница У-571                                        |               | поручник Ендру Тајлер         |                        |
| 2000.                   | Секс и град                                             |               | глуми себе                    |                        |
| 2001.                   | Непланирано венчање                                     |               | Стив „Еди” Едисон             |                        |
| 2002.                   | Владавина ватре                                         |               | Дентон Ван Зан                |                        |
| 2002.                   | 13 разговора на исту тему                               |               | Трој                          |                        |
| 2002.                   | Слабост                                                 |               | Адам Мајкс                    |                        |
| 2003.                   | Слобода: Наша историја                                  |               | разни ликови                  | документарна ТВ серија |
| 2003.                   | На врховима прстију                                     |               | Стивен Бедалија               |                        |
| 2003.                   | Како изгубити момка за 10 дана                          |               | Бенџамин „Бен” Бари           |                        |
| 2005.                   | Све за лову                                             |               | Брандон Ланг                  |                        |
| 2005.                   | Сахара                                                  |               | Дирк Пит                      |                        |
| 2005.                   |                                                         |               | Ал Бин                        | глас                   |
| 2006.                   | Победнички тим                                          |               | Џек Ленгал                    |                        |
| 2006.                   | Намештаљка                                              |               | Трип                          |                        |
| 2008.                   | Ловац на благо                                          |               | Бен „Фин” Финеган             |                        |
| 2008.                   | Тропска олуја                                           |               | Рик Пек                       |                        |
| 2008.                   | Сурфер ортак                                            |               | Стив Адингтон                 |                        |
| 2009.                   | Све моје бивше                                          |               | Конор Мид                     |                        |
| 2010.                   | На исток и доле                                         |               | Рој Макданијел / Тексас Скаут | ТВ серија (3 епизоде)  |
| 2011.                   | Адвокат на точковима                                    |               | Мики Холер                    |                        |
| 2012.                   | Лето на обалама Мисисипија                              |               | Мад                           |                        |
| 2012.                   | Берни                                                   |               | Дени Бак Дејвидсон            |                        |
| 2012.                   | Убица Џо                                                |               | Килер Џо Купер                |                        |
| 2012.                   | Врели Мајк                                              |               | Далас                         |                        |
| 2012.                   | Пискарало                                               |               | Вард Џејмс                    |                        |
| 2013.                   | Пословни клуб Далас                                     |               | Рон Вудруф                    |                        |
| 2013.                   | Вук са Вол Стрита                                       |               | Марк Хана                     |                        |
| 2014.                   | Прави детектив                                          |               | Раст Кол                      | ТВ серија              |
| 2014.                   | Међузвездани                                            |               | Купер                         |                        |
| 2016.                   | Певајмо                                                 |               | Бастер Мун                    | глас                   |
| 2019.                   | Господа                                                 |               | Мики Пирсон                   |                        |
| 2021.                   | Певајмо 2                                               |               | Бастер Мун                    | глас                   |
| 2024.                   | Дедпул и Вулверин                                       |               | Каубој Дедпул                 |                        |